# Malula

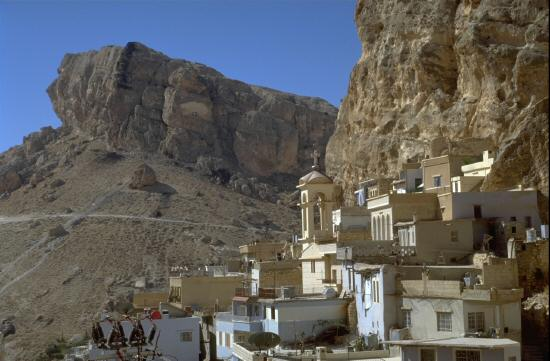
Malula – klasztor św. Tekli

Malula (arab. ‏معلولا‎, Maʿlūlā) – miasto w środkowo-zachodniej części Syrii u podnóża gór Antyliban, około 50 kilometrów na północny wschód od stolicy kraju – Damaszku. Około 2000 mieszkańców (2005).
Ośrodek pielgrzymkowy dla chrześcijan – miejsce kultu świętej Tekli oraz duża atrakcja turystyczna – znana z malowniczego położenia w skalnym wąwozie oraz zabytków sakralnych. Jest to jedno z trzech miejsc na świecie (pozostałe to syryjskie wioski As-Sarcha i Dżabadin), gdzie zachował się w codziennym użyciu zachodni dialekt języka aramejskiego, którym prawdopodobnie posługiwał się Jezus Chrystus.

## Historia i zabytki
Malula w starożytności nosiła prawdopodobnie nazwę Calamona, zaś w okresie rzymskim Seliocopolis. W czasach bizantyjskich odgrywała dużą rolę religijną, w wiekach IV – VII była siedzibą biskupa.
Na stokach okolicznych wzgórz znajdują się starożytne, wydrążone w skale wapiennej grobowce.
W zachodniej części Maluli znajduje się klasztor św. Sergiusza i św. Bakchusa (Dajr Mar Sarkis). Patroni byli oficerami armii rzymskiej, którzy ponieśli śmierć męczeńską z powodu wyznawanej wiary ok. 303 r. Najstarszą część stanowi kościół pw. św. Sergiusza. Zbudowano go przypuszczalnie pomiędzy 313 a 325 r. Ściany trójnawowej świątyni pokrywają, niedawno odsłonięte, freski, a także liczne ikony. Wśród nich znajduje się również polski akcent, są to dwie ikony podarowane przez generała Władysława Andersa, który przebywał tutaj w 1943 r.
We wsi znajduje się również prawosławny żeński monaster św. Tekli (Dajr Mar Takla), uważanej za pierwszą chrześcijańską męczenniczkę. Legenda głosi, że Tekla była córką gubernatora Ikonium (obecna Konya) w Azji Mniejszej. Tam zapoznała się z naukami św. Pawła, co sprowadziło na nią gniew ojca. Wskutek odmowy wyrzeczenia się wiary chrześcijańskiej skazano ją na spalenie, jednak w niepojęty sposób została ocalona; podobnie było z kolejnymi próbami jej uśmiercenia – ostatecznie udało jej się jednak uciec. W rzeczywistości nie ma dowodów, że taka osoba istniała, a tym bardziej, że była związana z Malulą, jednak panuje przekonanie, że ostatnie, pustelnicze lata swojego życia spędziła tutaj, w skalnej grocie, gdzie później została pochowana. Obecnie grota, wraz z wybudowanymi później klasztorem i kościołem, jest miejscem pielgrzymek; wierni wierzą, że dostąpią tu uzdrowienia i błogosławieństwa. W pobliżu wąski, wapienny jar – który, według legendy, powstał w wyniku cudownego rozstąpienia się skał przed św. Teklą, ściganą przez prześladowców.
W czasie wojny domowej w Syrii Malula była atakowana przez radykalnych islamistów, którzy grabili i palii chrześcijańskie domy oraz kościoły, a także zabijali mieszkańców, którzy nie poddali się konwersji na islam. Do poważnego ataku na miejscowość doszło we wrześniu 2013. Wówczas ekstremiści kontrolowali Malulę przez 11 dni. Dżihadyści ponownie zajęli Malulę na przełomie listopada i grudnia 2013 w trakcie kampanii w górach Kalamun. Wówczas radykałowie mordowali chrześcijan oraz m.in. splądrowali klasztor św. Tekli, z którego uprowadzono 12 zakonnic. Bandyci zrabowali wszystkie napotkane dzieła sztuki oraz wszelkie wyposażenie historycznych świątyń, sugerując potem, że spłonęły w wznieconych przez nich pożarach. Islamiści niszczyli święte dla chrześcijan budowle także od zewnątrz, kradnąc dzwony oraz pozbawiając świątynie wieńczących je krzyży. Nie oszczędzili także górującej nad miastem figury Chrystusa. Rozpacz lokalnej społeczności, która przetrwała dramatyczne wydarzenia, a która nadal walczy o swoje miasto w dawnym jego kształcie, potęguje fakt, iż padli ofiarą muzułmanów, którym sami pomagali wznieść meczet, by i oni mieli swoje święte miejsce. 14 kwietnia 2014 roku wojsko syryjskie odbiło Malulę z rąk islamistów kończąc wojnę w tym rejonie.